# Alexandru Cucu
Alexandru Cucu (n. 28 septembrie 1987, Chișinău, Basarabia) este un fotbalist care joacă pentru echipa FC Zimbru Chișinău din Republica Moldova. A început să joace fotbal la Milsami Orhei. 

### Ca jucător
2006 - prezent
  Zimbru
- A jucat: 15 meciuri (0)